# Jan Bech Andersen
Jan Flemming Bech Andersen (født 8. august 1968 i Greve Strand) er en dansk forretningsmand, som siden 2017 har været CEO for rederiet Clearlake, der er en del af den internationale Gunvor Group. I 2013 gik han med en millioninvestering ind i fodboldklubben Brøndby IF.